# ریمون اوبراک
ریمون اوبراک (انگلیسی: Raymond Aubrac؛ ۳۱ ژوئیه ۱۹۱۴ – ۱۰ آوریل ۲۰۱۲) رهبر مقاومت فرانسه در جنگ جهانی دوم و یک مهندس عمران اهل فرانسه بود. وی به خاطر نقش اش در مقاومت فرانسه برندهٔ جوایزی همچون لژیون دونور (صلیب بزرگ) شده‌است.

## زندگی اولیه
ریمون اوبراک در یک خانواده متوسط یهودی در وزول اوت-سون فرانسه به دنیا آمد. پدرش آلبرساموئل در دوم مارس ۱۸۸۴ در وزول و مادرش هلن فالک در دوم مارس ۱۸۹۴ در کرست فرانسه به دنیا آمد. خانواده اش مغازه دار بودند.
ریمون اوبراک در سال‌های ۱۹۳۴ تا ۱۹۳۷ به عنوان یک دانشجوی سیاسی با افکار چپ در دانشکده ملی راه و ساختمان تحصیل می‌کرد. او در همین سال‌ها با لوسی اوبراک جوان آشنا شد. ریمون بعد از فارغ‌التحصیلی از این دانشکده بورس ادامه تحصیلش را برای تحصیل در موسسه فناوری ماساچوست و دانشگاه هاروارد دریافت کرد و از تابستان سال۱۹۳۷ در این مراکز تحصیلاتش را ادامه داد.

## جنگ جهانی دوم
در جریان جنگ جهانی دوم ساموئل در ارتش فرانسه به عنوان مهندس راه و ساختمان در خط دفاعی ماژینو خدمت می‌کرد. او مجدداً در استراسبورگ با لوسی برنار دیدار کرد. آن‌ها در ۱۴ دسامبر ۱۹۳۹ در شهر دیژون با هم ازدواج کردند. ساموئل در ۲۱ ژوئن سال ۱۹۴۰ توسط ارتش آلمان به اسارت درآمد ولی توانست با کمک همسرش از اردوگاه نازی‌ها فرار کند. در اکتبر سال ۱۹۴۰ به همراه همسرش به مقاومت فرانسه پیوست. او نام‌های مستعار مختلفی داشت. نام‌هایی مانند واله، ارملن، بالمون و اوبراک از جمله نام‌هایی بود که از آن‌ها استفاده می‌کرد.

### شروع فعالیت‌ها
فعالیت‌های او و همسرش با رسم تصاویر بر روی دیوارها شروع شد. آن‌ها سپس به نوشتن تراکت و گذاشتن آن‌ها در صندوق‌های پستی افراد اقدام کردند. در پاییز سال ۱۹۴۰ اولین گروه زیر زمینی مقاومت بنام مقاومت جنوب را در شهر لیون تشکیل دادند. در ماه مه سال ۱۹۴۱ بعد از تولد اولین فرزندشان ژان پیر، به امانوئل داستیه دو لا ویژری کمک کردند تا اولین نشریه زیر زمینی بنام لیبراسیون منتشر شود. هدف از این نشریه تبلیغ مقاومت فرانسه بود.

### دستگیری
ریمون اوبراک در ۱۵ مارس سال ۱۹۴۳ در جریان یک خانه گردی معمولی دستگیر شد. هنگام دستگیری، او مدارک جعلی با نام فرانسوا واله به همراه داشت. کسانی که او را دستگیر کردند نمی‌دانستند چه کسی به دامشان افتاده‌است. نهایتاً او بعد از دو ماه آزاد شد.
در۲۱ ژوئن سال ۱۹۴۳ اوبراک به عنوان یکی از هشت رهبر عمده مقاومت با ژان مولن نماینده ژنرال دو گل در فرانسه در منزل یکی از پزشکان هوادار مقاومت در کالوئیر-ا-کوئیر حومه لیون دیدار داشت. قرار بود در این دیدار ارتش مخفی مقاومت فرانسه تشکیل شود. این دیدار توسط گشتاپو مورد تهاجم قرار گرفت. کلاوس باربی فرمانده گشتاپو دستور داد تا هر هشت نفر دستگیر شوند. آن‌ها به زندان منتقل شدند و به دستور گشتاپو زیر شکنجه‌های وحشتناک قرار گرفتند. اوبراک توسط دادگاه پاریس به مرگ محکوم شد ولی مقامات امنیتی با این امید که بتوانند از او اطلاعاتی به‌دست بیاورند او را اعدام نکردند.

### نقش لوسی اوبراک
لوسی اوبراک تلاش کرد که ریمون را از زندان فراری بدهد. او که در آن زمان باردار بود توانست با کلاوس باربی افسر گشتاپو ملاقات کند. او مدعی شد که از ریمون باردار شده و به دروغ گفت که آن‌ها با هم ازدواج نکرده‌اند و در صورتی‌که فرزندش به دنیا بیاید غیرقانونی خواهد بود مگر اینکه گشتاپو اجازه دهد تا آن‌ها مخفیانه با هم ازدواج کنند. لوسی همچنین به یک قانون فرانسه نیز اشاره کرد که بر اساس آن یک محکوم به مرگ می‌تواند قبل از اعدام ازدواج کند و این قانون در مورد ریمون اوبراک صدق می‌کند. کلاوس باربی ابتدا مخالفت کرد ولی لوسی اوبراک یک افسر دیگر گشتاپو را با یک بطری شامپاین و یک دستمال ابریشمی راضی کرد بتواند با ریمون ازدواج کند. به‌هرحال باربی اجازه داد که لوسی با همسر زندانی اش ملاقات کند. در زمان ملاقات، لوسی طرح مقاومت را به ریمون توضیح داد و گفت که آن‌ها می‌خواهند هنگامی که آلمان‌ها دارند او را از مراسم ازدواج به زندان برمی‌گردانند نیروهای مقاومت به کامیون آلمان‌ها تهاجم خواهد کرد. در ۲۱ اکتبر سال ۱۹۴۳ اوبراک از سلول زندان به محل مراسم ازدواجی که در مرکز فرماندهی گشتاپو برگزار شده بود منتقل شد. درست بعد از مراسم، اوبراک و ۱۳ نفر از افراد مقاومت که دستگیرشده بودند با یک کامیون به زندان منتقل شدند.
در مسیر زندان، کامیون توسط چهار خودرو رزمندگان مقاومت هدف تهاجم قرار گرفت. لوسی اوبراک که شش‌ماهه باردار بود فرماندهی گروه‌های مهاجم را به عهده داشت. در این تهاجم ۴ محافظ آلمانی و راننده کامیون کشته شدند و تمامی ۱۳ تن از افراد مقاومت به همراه ریمون اوبراک آزاد شدند. بعد از این عملیات دیگر برای خانواده اوبراک بسیار خطرناک بود که فعالیت‌های مقاومت را در فرانسه ادامه دهد. آن‌ها چند ماه در روستاهای فرانسه مخفی شدند. خانواده اوبراک در فوریه سال ۱۹۴۴ چند روز بعد از به دنیا آمدن ژان پییر اولین فرزندشان توسط نیروی هوایی سلطنتی بریتانیا فرانسه را به قصد لندن ترک کردند. آن‌ها در لندن به دولت در تبعید شارل دو گل پیوستند.

## بعد از جنگ
پس از پایان جنگ جهانی دوم، اوبراک از سال ۱۹۴۵ تا ۱۹۴۸ در پست ارشد وزارت بازسازی فرانسه منصوب شد.
در این دوران روابط اوبراک با شارل دو گل به دلیل گرایش کمونیستی اوبراک، به سرعت در حال تغییر بود. هنگامی‌که هو شی مین در سال ۱۹۴۶ برای استقلال ویتنام مذاکره کرد، تصمیم گرفت تا چندین ماه در خانه اوبراک ساکن شود در همین دوران بود که اوبراک از قیام ویتنام در برابر حکومت استعماری فرانسوی در دهه ۱۹۵۰ حمایت کرد.
اوبراک همچنین در مجموعه‌ای از مواضع بین‌المللی خدمت کرده‌است. او از سال ۱۹۶۴ تا ۱۹۷۵ مدیر سازمان غذا و کشاورزی سازمان ملل متحد (FAO) بود. در سال ۱۹۷۸، او به سازمان یونسکو، سازمان علمی و فرهنگی سازمان ملل متحد برای همکاری در پروژه‌های خود پیوست.
اوبراک در بسیاری از پروژه‌های مهندسی عمران در اروپا، شمال آفریقا و آسیا فعالیت می‌کرد. او در سال ۱۹۴۸ به ایجاد یک شرکت مشاوره مهندسی عمران کمک کرد، و در ابتدا کار خود را با مقامات محلی کمونیست، سپس در اروپای شرقی انجام داد. این ارتباطات نزدیک با اروپای شرقی بعدها منجر به اتهاماتی شد که جبهه‌ای برای جمع‌آوری پول برای کمونیست‌ها بوده‌است.
او به عنوان یک مشاور فنی در دولت مراکش، که از ۱۹۵۸ تا ۱۹۶۳ استقلال یافته بود، خدمت کرده‌است.
اوبراک در اواخر دهه ۱۹۶۰ توسط هنری کیسینجر به عنوان یک واسطه مخفی بین آمریکایی‌ها و ویتنامی‌های شمالی در اوایل جنگ ویتنام مورد استفاده قرار گرفت. در اوائل دهه ۱۹۷۰ در پی پایان جنگ ویتنام به عنوان واسطه بین دولت‌های ویتنام و آمریکا مذاکره کرد، او همچنین به گروهی از روشنفکران و دانشمندانی که برای پایان دادن به جنگ تلاش می‌کردند، پیوست.
در سال ۱۹۷۳ او با دبیرکل سازمان ملل متحد، کورت والدهایم، در زمینه پیگیری موافقت نامه‌های صلح پاریس در ژانویه ۱۹۷۳ برای پایان دادن به جنگ ویتنام کار کرد. در سال ۱۹۷۵، او با کورت والدهایم برای ارتباط با ویتنام شمالی و ویت‌کنگ را در چند ماه آخر جنگ همکاری کرد. در سال ۱۹۷۵، در هنگام بازسازی پروژه‌ها در ویتنام، اوبراک شاهد سقوط سایگون (هوشی‌مین) بود.
در سال ۱۹۹۶ اوبراک زندگی‌نامه خود را تحت نام Où la mémoire s'attarde (جایی که حافظه از بین می‌رود)  منتشر کرد.
اوبراک در زندگی پایانی خود برای آموزش نسل جوان در مورد خطرات توتالیتاریسم صحبت می‌کرد او همچنین به دنبال ترویج و یادآوری مقاومت فرانسه برای نسل جوان بود.
اوبراک فرانسیس اولاند از حزب سوسیالیست را برای ریاست جمهوری فرانسه در سال ۲۰۱۲ تأیید کرد.

## خانواده

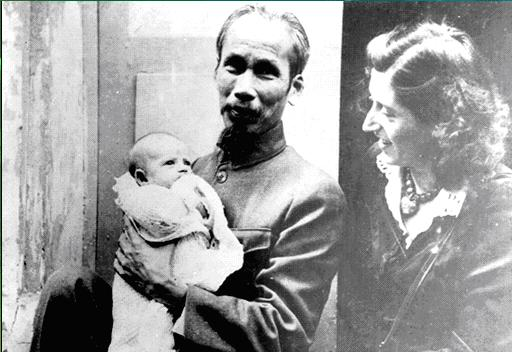
دختر ریمون اوبراک، الیزابت اوبراک، همراه با لوسی اوبراک و هو شی مین در ۱۹۴۶

ریمون اوبراک سه فرزند (پسر ژان پیر، دختران کاترین و الیزابت) و ده نوه داشت. هوشی مین، یک دوست نزدیک ریموند اوبراک بود و زمانی که در سال ۱۹۴۶ فرزند سوم اوبراک به نام الیزابت متولد شد، پدرخوانده او شد.

## جوایز
وی برندهٔ جوایز زیادی شده‌است از جمله:
- جایزه لژیون دونور (صلیب بزرگ)
- جنگ صلیب ۱۹۳۹–۱۹۴۵
- مدال مقاومت با رزتا
- شوالیه اجتماعی شایستگی
- سفارش دوستی از جمهوری سوسیالیستی ویتنام

## فیلم‌ها
از فیلم‌ها یا برنامه‌های تلویزیونی که به نقش ریمون اوبراک در آن فیلم پرداخته داشته‌است، می‌توان به هتل ترمینوس: زندگی و زمانه کلاوس باربی اشاره کرد.

## درگذشت، بزرگداشت
ریمون اوبراک در ۱۰ آوریل ۲۰۱۲، در ۹۷ سالگی، در بیمارستان نظامی وال-دو-گریس، در کنار خانواده اش درگذشت. همسر او لوسی اوبراک در ۱۴ مارس ۲۰۰۷ درگذشته بود.
نیکولا سارکوزی رئیس‌جمهور، در بیانیه‌ای گفت که اوبراک با فرار از دست نازی‌ها در ۱۹۴۳ «تبدیل به یک افسانه در تاریخ مقاومت» فرانسه شد. فرانسوا اولاند در بیانیه‌ای گفت: «در تاریک‌ترین زمان ما، او بود که با لوسی اوبراک در خود و در ارزش‌های جهانی جمهوری ما، منشأ قدرت برای مقاومت در برابر بربریت نازی بود.»
مراسم بزرگداشت اوبراک با احترام کامل نظامی در روز دوشنبه ۱۶ آوریل ۲۰۱۲ برگزار شد. در این مراسم نیکولا سارکوزی رئیس‌جمهور و سه وزیر کابینه وی، ژرار لونگه، کلود گِئان و میشل مرسیه- از دولت شرکت داشتند. سه فرزند اوبراک و ده نوه و همچنین تعداد قابل توجهی از سیاستمداران فرانسوی مانند فرانسوا اولاند، فرانسوا بایرو، اوا ژولی و برتراند دلانو حاضر بودند. ارتش گروه کر آکاپلا سرود مقاومت فرانسه «سرود پارتیزان‌ها» را اجرا کردند.
پیکر اوبراک در روز بعد تنها با حضور اعضای خانواده سوزانده شد و خاکستر او کنار لوسی اوبراک در آرامگاه خانوادگی در گورستان شهر بورگوندی به خاک سپرده شد.